# Ichud miflegot ha-jamin
Ichud miflegot ha-jamin (hebrejsky איחוד מפלגות הימין‎, doslova Unie pravicových stran) byla izraelská pravicová národně-náboženská sionistická politická strana, respektive střechová aliance několika menších politických stran, která vznikla před dubnovými volbami do Knesetu v roce 2019.

## Historie
Po jednu dekádu (2008–2018) zastupovala radikálně pravicovou ortodoxně sionistickou skupinu voličů v Izraeli převážně strana Židovský domov. Na přelomu roku 2018 a 2019 se ale dva významní politici této strany, Naftali Bennett a Ajelet Šakedová, rozhodli založit vlastní politický subjekt, nazvaný ha-Jamin he-chadaš (Nová pravice), který měl oslovit nejen ortodoxně-sionistický, ale i sekulární elektorát. Zbytek strany Židovský domov v následujících týdnech řešil, v jaké podobě vstoupit do blížících se dubnových voleb do Knesetu. Předsedou strany Židovský domov se stal Rafi Perec. Ten uzavřel nejprve dohodu s frakcí Národní jednota, vedenou Becal'elem Smotričem, která již předtím působila společně v Židovském domovu. O několik týdnů nato se pak připojila i menší radikálně nacionalistická strana Ocma jehudit. Na uzavření dohody naléhal i předseda vlády a lídr izraelské pravice Benjamin Netanjahu, protože při existenci uzavírací klauzule pro vstup do Knesetu hrozilo, že některé samostatně kandidující pravicové strany nezískají parlamentní zastoupení a propadnou tím hlasy, které by jinak v Knesetu náležely do pravicového bloku.
Fúze se stranou Ocma jehudit byla kontroverzní. Předseda aliance Ichud miflgot ha-jamin Perec podmínil souhlas s přistoupením Ocmy jehudit splněním několika podmínek, včetně distancování se od živelných útoků některých radikálních osadníků na Západním břehu Jordánu proti Palestincům i proti vojákům izraelské armády. I přesto Nejvyšší soud Státu Izrael krátce před volbami zakázal významnému politikovi Ocmy jehudit Micha'elu Ben Arimu kandidovat s poukazem na jeho předchozí radikální výroky. Zbylí kandidáti Ocmy jehudit nicméně k volbám připuštěni byli.
Ve volbách nakonec Ichud miflegot ha-jamin získal 3,7 % hlasů a pět mandátů a v nově zvoleném parlamentu se připojil k pravicovému táboru. Krátce po volbách vznikl spor mezi předsedou strany Rafi Perecem a předsedou frakce Národní jednota Becal'elem Smotričem, protože Smotrič veřejně podmínil podporu případné nové vlády Benjamina Netanjahua splněním některých požadavků včetně čtyř ministerských křesel. Perec považoval publikování požadavků za netaktické a provedené bez koordinace s vedením strany. Pohrozil, že Ichud miflegot ha-jamin může případně do vlády vstoupit i bez dvou poslanců náležejících do frakce Národní jednota a zvolených na společné kandidátce. Nakonec nová koalice nevznikla, protože nově zvolený Kneset se v květnu rozpustil a vypsal nové volby. V červnu 2019 se ovšem Rafi Perec stal ministrem školství a Izraele a Becal'el Smotrič ministrem dopravy Izraele v rekonstruovaném kabinetu Benjamina Netanjahua, vládnoucím „v demisi“.
V opakovaných volbách do Knesetu v září 2019 už Ichud miflegot ha-jamin nekandidoval, protože menší pravicové strany uzavřely širší alianci Jamina, do které vplynula i ha-Jamin he-chadaš Naftaliho Bennetta. Naopak Ocma jehudit tentokrát zůstala stranou integračního procesu a kandidovala (neúspěšně) do Knesetu samostatně.

## Poslanci
Poslanci zvolení ve volbách do 21. Knesetu v dubnu 2019:
- Rafi Perec
- Becal'el Smotrič
- Mordechaj Jogev
- Ofir Sofer
- Idit Silmanová